# Cleveland Open
Il Cleveland Open è un torneo professionistico di tennis maschile facente parte del circuito Challenger. Si gioca dal 2019 a Cleveland, negli Stati Uniti, sui campi in cemento indoor del Cleveland Racquet Club.
Con il ritorno del grande tennis a Cleveland, sono diventati tre gli eventi importanti disputati in Ohio, insieme al Cincinnati Masters e al Columbus Challenger.

## Albo d'oro

### Singolare
| Anno | Campione             | Finalista          | Punteggio           |
| ---- | -------------------- | ------------------ | ------------------- |
| 2025 | Colton Smith         | Eliot Spizzirri    | 6–4, 6(6)–7, 6–3    |
| 2024 | Patrick Kypson       | Ethan Quinn        | 4–6, 6–3, 6–2       |
| 2023 | Aleksandar Kovacevic | Wu Yibing          | 3–6, 7–5, 7–6(2)    |
| 2022 | Dominic Stricker     | Yoshihito Nishioka | 7–5, 6–1            |
| 2021 | Bjorn Fratangelo     | Jenson Brooksby    | 7–5, 6–4            |
| 2020 | Mikael Torpegaard    | Yosuke Watanuki    | 6–3, 1–6, 6–1       |
| 2019 | Maxime Cressy        | Mikael Torpegaard  | 6(4)–7, 7–6(6), 6–3 |

### Doppio
| Anno | Campioni                              | Finalisti                           | Punteggio           |
| ---- | ------------------------------------- | ----------------------------------- | ------------------- |
| 2025 | Robert Cash James Tracy               | Juan Carlos Aguilar Filip Pieczonka | 7–6(4), 6–1         |
| 2024 | George Goldhoff James Trotter         | William Blumberg Alex Lawson        | 6(0)–7, 6–3, [10–8] |
| 2023 | Robert Galloway (2) Hans Hach Verdugo | Ruben Gonzales Reese Stalder        | 3–6, 7–5, [10–6]    |
| 2022 | William Blumberg Max Schnur           | Robert Galloway Jackson Withrow     | 6–3, 7–6(4)         |
| 2021 | Robert Galloway (1) Alex Lawson       | Evan King Hunter Reese              | 7–5, 6(5)–7, [11–9] |
| 2020 | Treat Huey Nathaniel Lammons          | Luke Saville John-Patrick Smith     | 7–5, 6–2            |
| 2019 | Romain Arneodo Andrėj Vasileŭski      | Robert Galloway Nathaniel Lammons   | 6–4, 7–6(4)         |